# Philip Waruinge
Philip Waruinge (* 3. Februar 1945 in Murang’a; † 19. Oktober 2022 in Nakuru) war ein kenianischer Boxer. Waruinge gewann die Bronzemedaille der Olympischen Spiele 1968 und war Silbermedaillengewinner der Olympischen Spiele 1972.

## Amateur
Waruinge gewann 1962 im Alter von 17 Jahren seine erste internationale Medaille. Bei den Commonwealth Games in Perth errang er im Fliegengewicht (-51 kg) die Bronzemedaille. Zwei Jahre später bei den Afrikanischen Meisterschaften in Accra erkämpfte er sich die Goldmedaille im Federgewicht (-57 kg), wodurch er sich auch für die im selben Jahr stattfindenden Olympischen Spiele qualifizierte. Bei diesen schied er nach einem Sieg über den späteren WBA-Weltmeister Alfonso Frazer, Panama (KO 1), im Achtelfinale gegen den späteren Bronzemedaillengewinner Heinz Schulz, DDR (5:0) aus.
1965 gewann Waruinge die erstmals stattfindenden Afrikaspiele in Brazzaville und im Jahr darauf die Commonwealth Games in Kingston und die Afrikameisterschaften in Lagos. Mit einem weiteren Sieg bei den afrikanischen Meisterschaften 1968 qualifizierte er sich zum zweiten Mal für die Olympischen Spiele. Diesmal erreichte Waruinge nach Siegen über Jean-Paul Anton, Frankreich (5:0), Mohamed Sourour, Marokko (5:0), und Miguel Garcia, Argentinien, das Halbfinale. Dieses verlor er gegen den späteren Olympiasieger Antonio Roldán, Mexiko (3:2), und gewann eine olympische Bronzemedaille.
1970 gewann Waruinge wiederum die Commonwealth Games. Bei den Olympischen Spielen 1972 erreichte er nach Siegen über Jabbar Feli, Iran (4:1), Salah Mohamed Amin, Ägypten (5:0), Jouko Lindberg, Finnland (4:1), und Clemente Rojas, Kolumbien (3:2), das Finale, welches er gegen Boris Kusnezow, Sowjetunion (3:2), verlor und damit die olympische Silbermedaille gewann.

## Profi
1973 wurde Waruinge in Japan unter dem Namen Waruinge Nakayama Profi. Seine Profikarriere begann ziemlich durchwachsen. Von seinen ersten 12 Kämpfen gewann er nur 7 und beendete einen Unentschieden. 1975 wurde Waruinge japanischer Meister. Diesen Titel verteidigte er bei zwei weiteren Kämpfen im selben Jahr, bevor er 1976 einen Kampf um den vakanten Weltmeistertitel der WBC gegen Rigoberto Riasco, Panama (TKO 9.), verlor. Noch im selben Jahr erhielt eine weitere Titelchance gegen den ungeschlagenen Weltmeister Carlos Zárate, welcher ihn jedoch bereits in der vierten Runde K. o. schlug. Schon im nächsten Kampf verlor er auch seinen japanischen Titel und beendete nach weiteren erfolglosen Versuchen, wieder einen Titelkampf zu bekommen, 1978 seine Karriere mit einem Kampfrekord von 14 Siegen, 10 Niederlagen und einem Unentschieden.